# Список членов-корреспондентов АХ СССР и РАХ

## Члены-корреспондентыАкадемии художеств СССР, утверждённые в 1947 году
1. Богородский, Фёдор Семёнович (1895—1959)
2. Замошкин, Александр Иванович (1899—1977)
3. Кацман, Евгений Александрович (1890—1976)
4. Космин, Иван Владимирович (1882—1973)
5. Лобанов, Виктор Михайлович (1885—1970)
6. Машковцев, Николай Георгиевич (1887—1962)
7. Серебряный, Иосиф Александрович (1907—1979)

## Члены-корреспондентыАкадемии художеств СССР, избранные в 1949—1991 годах
1. Айтиев, Гапар Айтиевич (1912—1984)
2. Алфёров, Николай Семёнович (1917—1982)
3. Амашукели, Элгуджа Давидович (1928—2002)
4. Бартенев, Игорь Александрович (1911—1985)
5. Белашова, Екатерина Фёдоровна (1906—1971)
6. Белоусов, Пётр Петрович (1912—1989)
7. Берзиньш, Борис Августович (1930—2002)
8. Богданас, Константинас Александрович (1926—2011)
9. Богданов, Михаил Александрович (1914—1995)
10. Бокшай, Иосиф Иосифович (1891—1975)
11. Бриеде, Александра Яновна (1901—1992)
12. Бродская, Лидия Исааковна (1910—1991)
13. Бубнов, Александр Павлович (1908—1964)
14. Буковский, Лев Владимирович (1910—1984)
15. Бычков, Борис Тимофеевич (1928—2005)
16. Васильев, Александр Павлович (1911—1990)
17. Виленский, Зиновий Моисеевич (1899—1984)
18. Виппер, Борис Робертович (1888—1967)
19. Воловик, Анатолий Афанасьевич (1919—1999)
20. Гапоненко, Тарас Гурьевич (1906—1993)
21. Гончаров, Андрей Дмитриевич (1903—1979)
22. Городецкий, Владимир Михайлович (1924—1977)
23. Григорашенко, Леонид Павлович (1924—1995)
24. Данченко, Александр Григорьевич (1926—1993)
25. Демирханов, Арэг Саркисович (1932—2020)
26. Дерегус, Михаил Гордеевич (1904—1997)
27. Дехтерев, Борис Александрович (1908—1993)
28. Дубиновский, Лазарь Исаакович (1910—1982)
29. Дубинский, Давид Александрович (1920—1960)
30. Епифанов, Геннадий Дмитриевич (1900—1985)
31. Жемерикин, Вячеслав Фёдорович (1942—2015)
32. Жмуйдзинавичюс, Антанас (1876—1966)
33. Жуков, Николай Николаевич (1908—1973)
34. Жуков, Яков Николаевич (1932—2001)
35. Зайцев, Евгений Алексеевич (1908—1992)
36. Захаров, Григорий Алексеевич (1910—1982)
37. Знак, Анатолий Маркович (1939—2002)
38. Золотарёв, Николай Николаевич (1915—1989)
39. Иванов, Виктор Семёнович (1909—1968)
40. Иванов, Игорь Михайлович (1928—1980)
41. Иконников, Андрей Владимирович (1926—2001)
42. Илтнерс, Эдгар (1925—1983)
43. Ингал, Владимир Иосифович (1901—1966)
44. Кобуладзе, Сергей Соломонович (1909—1978)
45. Кокорин, Анатолий Владимирович (1908—1987)
46. Колпинский, Юрий Дмитриевич (1909—1976)
47. Константинов, Фёдор Денисович (1910—1997)
48. Костецкий, Владимир Николаевич (1905—1968)
49. Кроллис, Гунар (род.1932)
50. Крымов, Николай Петрович (1884—1958)
51. Кузьмин, Николай Васильевич (1890—1987)
52. Куприн, Александр Васильевич (1880—1960)
53. Кутателадзе, Аполлон Караманович (1900—1972)
54. Лапиньш, Артур Янович (1911—1983)
55. Лаптев, Алексей Михайлович (1905—1965)
56. Лебедев, Владимир Васильевич (1891—1967)
57. Лебедев, Поликарп Иванович (1904—1981)
58. Лебедева, Сарра Дмитриевна (1892—1967)
59. Либеров, Алексей Николаевич (1911—2001)
60. Ловейко, Иосиф Игнатьевич (1906—1996)
61. Лопухов, Александр Михайлович (1925—2009)
62. Лоховинин, Юрий Николаевич (1924—1992)
63. Лукьянов, Борис Георгиевич (1937—2009)
64. Макаревич, Глеб Васильевич (1920—1999)
65. Мелихов, Георгий Степанович (1908—1985)
66. Микенас, Юозас (1901—1964)
67. Минаев, Владимир Николаевич (1912—1993)
68. Модоров, Фёдор Александрович (1890—1967)
69. Мурадян, Саркис Мамбреевич (1927—2007)
70. Нерода, Георгий Васильевич (1895—1983)
71. Нечитайло, Василий Кириллович (1915—1980)
72. Никулин, Николай Николаевич (1923—2009)
73. Орлов, Сергей Михайлович (1911—1971)
74. Павловский, Борис Васильевич (1922—1989)
75. Пащенко, Александр Сафонович (1906—1963)
76. Петров-Камчатский, Виталий Натанович (1936—1993)
77. Потапов, Иннокентий Афанасьевич (1932—2005)
78. Пророков, Борис Иванович (1911—1972)
79. Рейндорф, Гюнтер-Фридрих Германович (1889—1974)
80. Рыбалко, Валентина Лаврентьевна (1918—1991)
81. Рябинин, Николай Леонидович (1919—1992)
82. Свешников, Дмитрий Константинович (1912—1997)
83. Свинин, Борис Александрович (1938—1994)
84. Сейдалин, Рустем Аббасович (1927—2015)
85. Скулме, Ото (1889—1967)
86. Сойфертис, Леонид Владимирович (1911—1996)
87. Соколова, Наталия Ивановна (1897—1981)
88. Стожаров, Владимир Фёдорович (1926—1973)
89. Столетов, Игорь Александрович (1931—2014)
90. Тотибадзе, Георгий Константинович (1928—2010)
91. Турсунов, Фархад Юсупбаевич (род. 1931)
92. Ульянов, Николай Павлович (1875—1949)
93. Файдыш-Крандиевский, Андрей Петрович (1920—1967)
94. Фёдоров-Давыдов, Алексей Александрович (1900—1969)
95. Фомин, Игорь Иванович (1904—1989)
96. Цыплаков, Виктор Григорьевич (1915—1986)
97. Шварц, Дмитрий Петрович (1899—1961)
98. Шегаль, Григорий Михайлович (1889—1956)
99. Шумилкин, Александр Андреевич (1935—2015)
100. Эйнманн, Эдуард Янович (1913—1982)
101. Яковлев, Борис Николаевич (1890—1973)

## Члены-корреспондентыРоссийской академии художеств, избранные после 1991 года
1. Абакумов, Михаил Георгиевич (1948—2011)
2. Абдуллин, Роман Фаристович (род. 1991)
3. Аввакумов, Михаил Николаевич (род. 1938)
4. Авдеев, Андрей Юрьевич (род. 1959)
5. Аверьянов, Александр Юрьевич (род. 1950)
6. Абзгильдин, Абрек Амирович (1937—2013)
7. Агафонова, Анастасия Юрьевна (род. 19__)
8. Адибеков, Артём Валерьевич (род. 1964)
9. Айнутдинов, Сергей Сагитович (род. 1953)
10. Акопов, Валерий Сергеевич (род. 1938)
11. Акцынов, Андрей Всеволодович (род. 1987)
12. Акцынов, Всеволод Аркадьевич (род. 1947)
13. Александров, Сергей Никитович (род. 1956)
14. Алексеева, Татьяна Николаевна (род. 1948)
15. Алиев, Магомед-Али Раджов-Гаджиевич (род. 1949)
16. Ампилов, Владимир Иванович (род. 1954)
17. Андреева, Людмила Валериановна (род. 1937)
18. Анисимов, Андрей Альбертович (род. 1960)
19. Аполлонов, Александр Алексеевич (1947—2017)
20. Арадушкин, Олег Афанасьевич (род. 1951)
21. Ардимасов, Олег Иванович (род. 1936)
22. Арсланов, Виктор Григорьевич (род. 1947)
23. Арутюнян, Анна Рафаэловна (род. 1983)
24. Архипов, Андрей Владимирович (род. 1967)
25. Аршакуни, Завен Петросович (1932—2012)
26. Астапченко, Юрий Дмитриевич (род. 1961)
27. Ахметшина, Эльмира Габдулловна (род. 1969)
28. Бавыкин, Алексей Львович (род. 1955)
29. Багаева, Татьяна Алексеевна (род. 1980)
30. Баданина, Татьяна Васильевна (род. 1955)
31. Бажанов, Леонид Александрович (1945—2025)
32. Базанов, Андрей Николаевич (род. 1959)
33. Бакштейн, Иосиф Маркович (1945—2024
34. Баранов, Пётр Леонидович (род. 1990)
35. Баргов, Анатолий Николаевич (род. 1955)
36. Барышникова, Анастасия Павловна (род. 1988)
37. Батаков, Николай Николаевич (род. 1949)
38. Башенин, Валерий Викторович (род. 1943)
39. Бегов, Алексей Сергеевич (1951—2014)
40. Бек, Василий Алексеевич (род. 1949)
41. Бекетов, Николай Петрович (род. 1955)
42. Белокурова, Софья Михайловна (род. 1981)
43. Белых, Любовь Алексеевна (род. 1961)
44. Бельмасов, Борис Петрович (1940—2016)
45. Бельский, Феликс Иннокентьевич (1929—2009)
46. Беляев, Александр Сергеевич (род. 1955)
47. Бехметьева, Татьяна Андреевна (род. 19__)
48. Бидак, Владимир Степанович (1952—2021)
49. Бирштейн, Анна Максовна (род. 1947)
50. Благовестнов, Алексей Алексеевич (род. 1974)
51. Боброва, Светлана Леонидовна (род. 1960)
52. Бобыкин, Александр Вениаминович (род. 1977)
53. Бобыкин, Андрей Андреевич (род. 1982)
54. Богдан, Вероника-Ирина Траяновна (род. 1959)
55. Богданов, Максим Юрьевич (род. 1976)
56. Богданова, Наталия Николаевна (1931—2013)
57. Бодрикова, Наталия Геннадиевна (род. 1968)
58. Бойтунов, Дюлустан Афанасьевич (род. 1962)
59. Болдырева, Екатерина Валентиновна (род. 1971)
60. Болоцких, Галина Семёновна (род. 1963)
61. Бондаренко, Иван Николаевич (род. 1960)
62. Борисов, Сергей Валентинович (род. 1975)
63. Боровская, Екатерина Николаевна (род. 19__)
64. Боровский, Александр Давидович (род. 1952)
65. Боровский-Бродский, Давид Львович (1934—2006)
66. Бороноева, Татьяна Анатольевна (род. 1965)
67. Бочаров, Николай Николаевич (1939—2023)
68. Брагинский, Виктор Эмильевич (род. 1954)
69. Брайнин, Владимир Ефимович (род. 1951)
70. Бубнова, Екатерина Васильевна (род. 1968)
71. Будённая, Нина Семёновна (род. 1939)
72. Букия, Владимир Валерьянович (род. 1941)
73. Булочников, Виктор Александрович (1939—2018)
74. Буткевич, Олег Викторович (1924—2007)
75. Бусев, Михаил Алексеевич (род. 1951)
76. Быстров, Егор Александрович (род. 1982)
77. Вагапов, Махмут Ахатович (род. 1955)
78. Васильев, Артур Дмитриевич (род. 1953)
79. Васильцова, Анастасия Владимировна (род. 1964)
80. Васютина, Светлана Викторовна (род. 1968)
81. Ведерников, Борис Александрович (род. 1967)
82. Вертинская, Александра Ильинична (род. 1969)
83. Вильнер, Виктор Семёнович (1925—2017)
84. Виноградов, Александр Александрович (род. 1963)
85. Виссарионов, Юрий Геннадьевич (род. 1956)
86. Власов, Василий Николаевич (род. 1953)
87. Власова, Ольга Юрьевна (род. 19__)
88. Войнов, Константин Семёнович (род. 1960)
89. Волков, Александр Павлович (род. 1971)
90. Волова, Людмила Семёновна (1941—2024)
91. Володина, Светлана Александровна (род. 1935)
92. Волокитина, Ольга Викторовна (род. 1967)
93. Воронов, Юрий Александрович (род. 1956)
94. Воронова, Евгения Александровна (род. 1991)
95. Воронова, Ксения Александровна (род. 19__)
96. Воскресенский, Антон Игоревич (род. 1977)
97. Вяткина, Наталия Николаевна (род. 1941)
98. Гаврилин, Кирилл Николаевич (род. 1965)
99. Гаврилова, Елизавета Николаевна (род. 1954)
100. Гавриляченко, Сергей Александрович (род. 1956)
101. Галатенко, Владимир Иванович (1949—2021)
102. Гамзатова, Патимат Расуловна (род. 1959)
103. Гарапач, Константин Иванович (род. 1967)
104. Гарунов, Аладдин Рамазанович (род. 1956)
105. Гатауллина, Милеуша Равильевна (род. 1971)
106. Гачева, Лариса Георгиевна (род. 1972)
107. Глазунова, Вера Ильинична (род. 1973)
108. Глузман, Александр Владимирович (род. 1955)
109. Глухов, Александр Викторович (род. 1975)
110. Голицын, Иван Илларионович (род. 1961)
111. Голушко, Елена Викторовна (род. 1966)
112. Голынец, Галина Владимировна (род. 1943)
113. Голышев, Александр Анатольевич (род. 1951)
114. Голышенкова, Елена Всеволодовна (род. 1956)
115. Гораздин, Александр Сергеевич (род. 1946)
116. Горбатюк, Игорь Владимирович (род. 1966)
117. Горбачёв, Сергей Юрьевич (род. 1964)
118. Гордин, Александр Яковлевич (род. 1941)
119. Горшунов, Михаил Васильевич (род. 1958)
120. Гошко, Валерий Семёнович (род. 1945)
121. Грачёва, Светлана Михайловна (род. 1965)
122. Греков, Александр Умарович (1954—2021)
123. Греков, Алексей Владимирович (род. 1958)
124. Григорьева, Екатерина Евгеньевна (1928—2010)
125. Григорьева, Наталья Евгеньевна (род. 1959)
126. Грищенко, Юрий Афанасьевич (род. 1954)
127. Гукасов, Григорий Андреевич (род. 1980)
128. Гуменюк, Алла Николаевна (род. 1952)
129. Гурвич, Евгений Александрович (род. 1952)
130. Гурьев, Сергей Викторович (род. 1950)
131. Гусарова, Светлана Владимировна (род. 1964)
132. Давыдова, Ольга Сергеевна (род. 1983)
133. Данилов, Виктор Васильевич (род. 1951)
134. Данчев, Сергей Александрович (род. 1981)
135. Дареев, Андрей Александрович (род. 1978)
136. Даудов, Магомед Даудгаджиевич (род. 1991)
137. Демьянчук, Виктор Борисович (род. 1952)
138. Дендерина, Анна Ивановна (род. 1973)
139. Денеш, Анастасия Олеговна (род. 1982)
140. Денисов, Анатолий Егорович (род. 1957)
141. Дергилёва, Елена Ивановна (род. 1952)
142. Дёготь, Екатерина Юрьевна (род. 1958)
143. Дзукаев, Николай Казбекович (род. 1958)
144. Дмитриев, Алексей Леонидович (род. 1981)
145. Добров, Геннадий Михайлович (1937—2011)
146. Долгов, Александр Владимирович (род. 1957)
147. Домашников, Борис Фёдорович (1924—2003)
148. Донгузов, Константин Александрович (род. 1962)
149. Донсков, Владимир Александрович (род. 1948)
150. Доржиев, Зорикто Бальжинимаевич (род. 1976)
151. Дранишников, Василий Васильевич (1936—2019)
152. Дрозд, Андрей Николаевич (род. 1962)
153. Дроздов, Виталий Петрович (1939—2023)
154. Дубосарский, Владимир Ефимович (род. 1964)
155. Дугаров, Даши-Нима Дугарович (1933—2001)
156. Думанян, Виктор Хачатурович (1926—2004)
157. Дюков, Андрей Владимирович (род. 1942)
158. Евдокимова, Елена Николаевна (род. 1961)
159. Евсеева, Нина Константиновна (род. 1960)
160. Егерев, Виктор Сергеевич (1923—2016)
161. Егоршина, Наталья Алексеевна (1926—2010)
162. Егошин, Герман Павлович (1931—2009)
163. Еланов, Аркадий Валентинович (1964—2022)
164. Елкова, Валентина Алексеевна (1930—2023)
165. Ельчанинов, Владимир Васильевич (1932—2015)
166. Ермолаев, Виталий Юрьевич (род. 1962)
167. Женухин, Антон Владимирович (род. 1984)
168. Жилинская, Ольга Дмитриевна (род. 1954)
169. Жолобов, Аркадий Вадимович (1962—2024)
170. Жульев, Юрий Васильевич (1939—2006)
171. Жучков,  Алексей Владимирович (род. 1982)
172. Загонек, Владимир Вячеславович (род. 1946)
173. Заева-Бурдонская, Елена Анатольевна (род. 1962)
174. Заимов, Дмитрий Георгиевич (род. 1946)
175. Зайцев, Егор Вячеславович (1960—2024)
176. Зайцев, Кирилл Евгеньевич (род. 1970)
177. Зайцев, Николай Егорович (род. 1949)
178. Закоморный, Олег Георгиевич (род. 1968)
179. Златина, Злата Васильевна (род. 1987)
180. Злотников, Юрий Савельевич (1930—2016)
181. Золотов, Андрей Андреевич (род. 19__)
182. Золотов, Всеволод Андреевич (род. 1991)
183. Золотухин, Анатолий Петрович (род. 1944)
184. Зотова, Ольга Ивановна (род. 1968)
185. Зубов, Евгений Александрович (род. 1955)
186. Зубрилин, Константин Владимирович (род. 1963)
187. Зубрицкий, Виктор Иванович (1946—2023)
188. Зуев, Владимир Валентинович (род. 1959)
189. Иванова, Мария Владимировна (род. 1970)
190. Иващенко, Инна Анатольевна (род. 1968)
191. Иващенко, Олег Георгиевич (род. 1981)
192. Иконников-Ципулин, Дмитрий Евгеньевич (1952—2019)
193. Ильин, Павел Васильевич (род. 1961)
194. Исаков, Сергей Михайлович (род. 1954)
195. Кабыш, Марина Александровна (род. 1969)
196. Казанцев, Сергей Сергеевич (род. 1946)
197. Казарин, Александр Валерьевич (род. 1971)
198. Калёнкова, Татьяна Ивановна (1937—2021)
199. Калинина, Мария Викторовна (род. 1972)
200. Каминкер, Дмитрий Давыдович (род. 1949)
201. Канукова, Жанна Нажмудиновна (род. 1975)
202. Караева, Людмила Асланбековна (род. 1953)
203. Каргополова, Галина Викторовна (род. 1937)
204. Касаткин, Владимир Иванович (род. 1945)
205. Качелаева, Елена Фёдоровна (род. 1948)
206. Квашнин, Александр Сергеевич (род. 1989)
207. Кейпен-Вардиц, Диана Валерьевна (род. 1970)
208. Кизилов, Владимир Александрович (род. 1952)
209. Киргизова, Татьяна Юрьевна (род. 1990)
210. Киреев, Максим Владимирович (род. 1960)
211. Кириллов, Вадим Игоревич (род. 1967)
212. Киселёв, Сергей Борисович (1954—2010)
213. Кичигин, Георгий Петрович (род. 1951)
214. Клембо, Елена Владимировна (род. 1986)
215. Козлова, Светлана Израилевна (род. 1939)
216. Козорезенко, Пётр Петрович (род. 1976)
217. Колесников, Александр Яковлевич (1943—2011)
218. Колодный, Лев Ефимович (1932—2023)
219. Колупаева, Анна Сергеевна (1957—2023)
220. Комов, Алексей Олегович (род. 1975)
221. Комов, Илья Олегович (род. 1965)
222. Кондратенко, Людмила Ивановна (род. 1965)
223. Кондуров, Александр Андреевич (род. 1945)
224. Конов, Александр Никитич (род. 1950)
225. Коноплёв, Александр Борисович (1943—2021)
226. Корбакова, Светлана Михайловна (род. 1954)
227. Коржевский, Борис Георгиевич (1927—2004)
228. Корзина, Галина Александровна (род. 1944)
229. Корнеев, Иван Борисович (1952—2024)
230. Корнилова, Екатерина Владимировна (род. 1957)
231. Коробейников, Виталий Владимирович (род. 1950)
232. Коробейникова, Ксения Александровна (род. 1994)
233. Коробков, Алексей Алексеевич (1944—2021)
234. Корси, Михаил Викторович (род. 1979)
235. Корякин, Владимир Анатольевич (род. 1957)
236. Котлярова, Дарья Павловна (род. 1980)
237. Кравченко, Александра Александровна (род. 1983)
238. Красильникова, Мария Владиленовна (род. 1956)
239. Красношлыков, Геннадий Иванович (род. 1955)
240. Кремнева, Людмила Львовна (1926—2004)
241. Криволапов, Андрей Николаевич (род. 1975)
242. Круглый, Игорь Аронович (1923—2013)
243. Крутов, Николай Петрович (род. 1953)
244. Крыкова, Татьяна Васильевна (род. 1974)
245. Кубасов, Сергей Анатольевич (1945—2004)
246. Кугаевский, Андрей Александрович (род. 1958)
247. Кугач, Иван Михайлович (род. 1972)
248. Кудринский, Валерий Иннокентьевич (1947—2023)
249. Кудрявцева, Виталина Валентиновна (род. 1965)
250. Кузин, Сергей Семёнович (1962—2008)
251. Кузнецов, Анатолий Владимирович (1937—2010)
252. Кузнецов, Андрей Николаевич (1930—2010)
253. Кузнецов, Сергей Олегович (род. 1977)
254. Кузнецов, Феликс Александрович (1940—2021)
255. Кузнецова, Валентина Георгиевна (род. 1949)
256. Кузьмина, Екатерина Александровна (род. 1983)
257. Кузнецова, Елена Александровна (род. 1968)
258. Купер, Юрий Леонидович (род. 1940)
259. Купалян, Александр Владимирович (род. 1982)
260. Куприянов, Сергей Алексеевич (1928—2017)
261. Куракса, Василий Васильевич (род. 1981)
262. Курманаевская, Наталия Алексеевна (род. 1972)
263. Курочкин, Валерий Алексеевич (род. 1958)
264. Курочкина, Татьяна Ивановна (1927—2025)
265. Лавренов, Лев Николаевич (род. 1932)
266. Лаврентьев, Александр Николаевич (род. 1954)
267. Лаврищева, Елена Валентиновна (род. 1955)
268. Лавров, Александр Николаевич (род. 1955)
269. Лагуна, Виктор Николаевич (1930—2016)
270. Лагутенкова, Вера Анатольевна (род. 1984)
271. Лазарев, Михаил Павлович (1938—2023)
272. Ланг, Олег Владимирович (1950—2013)
273. Ларионова, Елена Михайловна (род. 1945)
274. Лебедев, Михаил Викторович (род. 1962)
275. Лебедева, Раиса Ивановна (1940—2025)
276. Левина, Екатерина Александровна (род. 1976)
277. Леонов, Михаил Григорьевич (род. 1949)
278. Литовченко, Елена Николаевна (род. 1944)
279. Литовченко, Мария Тимофеевна (1917—2003)
280. Логинова, Юлия Алексеевна (род. 1985)
281. Ломакина, Татьяна Юрьевна (род. 1955)
282. Лотова, Ирина Николаевна (род. 1958)
283. Лытов, Максим Сергеевич (род. 1977)
284. Любин, Дмитрий Владимирович (род. 1976)
285. Мадекин, Андрей Ильич (род. 1963)
286. Мазлоев, Руслан Замирович (род. 1986)
287. Макавеева, Галина Александровна (род. 1936)
288. Макаренко, Виктор Николаевич (1937—2008)
289. Макаров, Никита Николаевич (род. 1980)
290. Макарова, Елена Владимировна (род. 1979)
291. Маковеева, Ирина Петровна (род. 1954)
292. Маковецкий, Владимир Кириллович (род. 1954)
293. Максименко, Александр Евгеньевич (род. 1964)
294. Малинина, Татьяна Глебовна (1940—2022)
295. Мальцев, Алексей Викторович (род. 1978)
296. Мальцев, Евгений Демьянович (1929—2003)
297. Манашеров, Геннадий Иосифович (род. 1947)
298. Мандаганов, Юрий Ендонович (род. 1947)
299. Манин, Виталий Серафимович (1929—2016)
300. Манцерев, Сергей Владимирович (род. 1957)
301. Маркевич, Борис Анисимович (1925—2002)
302. Марц, Андрей Валерианович (1924—2002)
303. Марц, Ирина Андреевна (род. 1959)
304. Марц, Людмила Викторовна (род. 1935)
305. Маслакова, Светлана Георгиевна (род. 1942)
306. Маточкин, Евгений Палладиевич (1942—2013)
307. Матрёшин, Александр Валентинович (род. 1956)
308. Матько, Евгений Евгеньевич (род. 1958)
309. Матюшин, Лев Николаевич (1932—2023)
310. Махотина, Алина Александровна (род. 1985)
311. Медведев, Всеволод Никитич (род. 1974)
312. Медведев, Никита Всеволодович (1950—2018)
313. Метелин, Геннадий Фёдорович (род. 1961)
314. Милокумов, Сергей Александрович (род. 1961)
315. Милюшкина, Алёна Олеговна (род. 19__)
316. Минина, Валерия Борисовна (род. 1936)
317. Минкин, Виктор Алексеевич (1947—2022)
318. Мирошниченко, Сергей Владленович (род. 1954)
319. Митлянский, Даниэль Юдович (1924—2006)
320. Михайлов, Иван Григорьевич (род. 1959)
321. Михайлова, Татьяна Викторовна (род. 1944)
322. Михалкова, Татьяна Евгеньевна (род. 1947)
323. Мищенко, Татьяна Александровна (род. 1978)
324. Могилевцев, Владимир Александрович (род. 1960)
325. Можар, Ирина Михайловна (род. 19__)
326. Мокроусов, Владимир Петрович (1936—2021)
327. Молчановский, Андрей Петрович (род. 1971)
328. Монин, Евгений Григорьевич (1931—2002)
329. Морозов, Алексей Викторович (род. 1974)
330. Москвитин, Станислав Геннадьевич (1972—2023)
331. Москвитин, Филипп Александрович (род. 1974)
332. Муллин, Владимир Евгеньевич (род. 1968)
333. Мунхалов, Афанасий Петрович (1935—2014)
334. Мухина, Елена Фёдоровна (род. 1954)
335. Мясников, Георгий Прокофьевич (род. 1954)
336. Назаров, Юрий Владимирович (род. 1948)
337. Назарова, Каринэ Константиновна (род. 1949)
338. Нарбекова, Людмила Николаевна (род. 1964)
339. Нариманбеков, Тогрул Фарманович (1930—2013)
340. Наседкин, Владимир Никитович (род. 1954)
341. Насонова, Елена Викторовна (род. 1965)
342. Наумова, Лариса Ивановна (род. 1945)
343. Неклюдов, Борис Павлович (1938—2014)
344. Неклюдов, Владимир Павлович (1938—2021)
345. Некрасов, Александр Владимирович (1961—2023)
346. Ненашева, Любовь Степановна (род. 1942)
347. Нерсесова, Екатерина Алексеевна (род. 1983)
348. Нечаева, Татьяна Ивановна (род. 1948)
349. Нечитайло, Ксения Васильевна (1942—2019)
350. Никич-Криличевский, Георгий Анатольевич (род. 1954)
351. Николаев, Василий Иванович (1951—2020)
352. Николаева, Наталья Сергеевна (1930—2012)
353. Новиков, Игорь Николаевич (1951—2024)
354. Новосёлов, Алексей Викторович (род. 1983)
355. Нужный, Никита Владимирович (род. 1969)
356. Образцова, Татьяна Ивановна (род. 1964)
357. Оганисян, Гор Размикович (род. 1961)
358. Огурцов, Никита Олегович (род. 1962)
359. Озерков, Дмитрий Юрьевич (род. 1976)
360. Олевская, Инна Соломоновна (1940—2021)
361. Опиок, Наталья Николаевна (род. 1969)
362. Орехов, Виталий Владимирович (1937—2014)
363. Орлов, Александр Владимирович (род. 1952)
364. Орлов, Борис Константинович (род. 1941)
365. Орлов, Игорь Михайлович (род. 1935)
366. Орлов, Сергей Игоревич (1953—2024)
367. Осин, Олег Иванович (род. 1939)
368. Павлов, Вячеслав Иванович (1934—2014)
369. Павлова, Анна Леонидовна (род. 19__)
370. Панюшева, Надежда Николаевна (род. 1953)
371. Папикян, Карен Альбертович (1960—2018)
372. Пацюков, Виталий Владимирович (1939—2021)
373. Паштов, Алим Германович (род. 1972)
374. Первенцева, Екатерина Валерьевна (род. 1978)
375. Перфильева, Ирина Юрьевна (род. 1952)
376. Петров, Дмитрий Валерьевич (род. 1971)
377. Петров, Павел Евгеньевич (род. 1963)
378. Петрова, Евгения Николаевна (род. 1946)
379. Петрухин, Алексей Михайлович (род. 1964)
380. Пименов, Владимир Сергеевич (род. 1941)
381. Пиотровский, Борис Михайлович (род. 1982)
382. Пичахчи, Сергей Анатольевич (род. 1963)
383. Пластов, Николай Аркадьевич (1930—2000)
384. Победова, Ольга Александровна (род. 1950)
385. Поваев, Александр Михайлович (род. 1948)
386. Поварова, Оксана Николаевна (род. 1976)
387. Погосян, Александр Александрович (род. 1963)
388. Подшивалов, Андрей Геннадьевич (род. 1965)
389. Покровский, Игорь Александрович (1926—2002)
390. Полищук, Леонид Григорьевич (1925—2022)
391. Полковниченко, Алла Константиновна (род. 1986)
392. Полотнов, Валерий Павлович (род. 1949)
393. Полякова, Людмила Сергеевна (род. 1940)
394. Пономаренко, Татьяна Витальевна (род. 19__)
395. Попов, Алексей Борисович (род. 1960)
396. Попова, Юлия Анатольевна (род. 1971)
397. Посохина, Юлия Михайловна (род. 1998)
398. Провоторов, Александр Николаевич (род. 1959)
399. Прокатов, Юрий Дмитриевич (1945—2018)
400. Псарёв, Виктор Пантелеевич (род. 1950)
401. Пурлик, Анатолий Николаевич (род. 1956)
402. Пустозерова, Олеся Владимировна (род. 1976)
403. Путинцев, Константин Эдуардович (род. 1963)
404. Путинцев, Эдуард Петрович (1930—2023)
405. Радимов, Пётр Николаевич (род. 1959)
406. Райшев, Геннадий Степанович (1934—2020)
407. Рапопорт, Евгений Михайлович (1934—2023)
408. Рашев, Евгений Юрьевич (род. 1971)
409. Ремнёв, Андрей Владимирович (род. 1962)
410. Ринчинов, Солбон Раднаевич (1936—2014)
411. Родимцева, Ирина Александровна (1934—2017)
412. Ромахина, Марина Александровна (род. 19__)
413. Рубанова, Елена Иосифовна (род. 1942)
414. Рубец, Александр Михайлович (род. 1953)
415. Рыбкин, Анатолий Петрович (род. 1949)
416. Рыжова, Татьяна Ивановна (1947—2022)
417. Рюмин, Александр Алексеевич (род. 1944)
418. Рябинский, Евгений Владиславович (1925—2002)
419. Рязанцев, Игорь Васильевич (1932—2014)
420. Саленков, Александр Геннадьевич (род. 1992)
421. Самакаев, Ильгизар Майберович (род. 1954)
422. Самолыго, Игорь Юрьевич (род. 1970)
423. Саутов, Иван Петрович (1947—2008)
424. Сафарова, Аделя Джумшудовна (род. 1939)
425. Сафразбекян, Татевик Геворковна (род. 19__)
426. Седова, Ирина Николаевна (род. 1972)
427. Селиванов, Дмитрий Евгеньевич (род. 1979)
428. Семёнов, Сергей Иванович (род. 1956)
429. Сергеев, Юрий Алексеевич (род. 1961)
430. Сергеева, Лариса Сергеевна (род. 1946)
431. Серёжин, Сергей Валерьевич (род. 1975)
432. Сефербеков, Карахан Сефербекович (род. 1957)
433. Сивачёв Юрий Евгеньевич (род. 1986)
434. Симаков, Кирилл Сергеевич (род. 1984)
435. Симонов, Владимир Гербович (род. 1558)
436. Ситникова, Наталья Александровна (род. 1978)
437. Слепушкин, Дмитрий Анатольевич (род. 1967)
438. Смагин, Виталий Георгиевич (1937—2015)
439. Смоленкова, Юлия Анатольевна (род. 19__)
440. Смолин, Пётр Александрович (1930—2001)
441. Соколов, Михаил Николаевич (1946—2016)
442. Соколов, Сергей Николаевич (род. 1956)
443. Солодков, Лев Степанович (род. 1939)
444. Солопов, Дмитрий Сергеевич (1929—2007)
445. Сопова, Ксения Владимировна (род. 1987)
446. Сорокина, Лариса Владимировна (род. 1966)
447. Стариков, Александр Александрович (род. 1946)
448. Стародуб, Татьяна Хамзяновна (род. 1943)
449. Сулейменова, Мария Викторовна (род. 19__)
450. Суровцев, Андрей Петрович (1931—2006)
451. Суровцева, Елена Михайловна (1952—2025)
452. Сысоева, Наталья Сергеевна (род. 1970)
453. Тарасов, Валерий Михайлович (1942—2018)
454. Таратухин, Станислав Константинович (род. 1954)
455. Татевосян, Ашот Генрикович (род. 1962)
456. Телин, Владимир Никитович (1941—2012)
457. Теплов, Валерий Васильевич (род. 1941)
458. Терещенко, Николай Николаевич (род. 1953)
459. Теслик, Александра Николаевна (род. 1956)
460. Тетерин, Евгений Геннадьевич (род. 1979)
461. Тихомиров, Александр Евгеньевич (1956—2017)
462. Тихонов, Алексей Константинович (род. 1952)
463. Тишин, Владимир Викторович (1963—2015)
464. Ткаченко, Лариса Анатольевна (род. 1950)
465. Ткаченко, Павел Александрович (1947—2014)
466. Ткачёва, Елена Алексеевна (род. 1959)
467. Ткачук, Александр Евгеньевич (род. 1974)
468. Токарев, Александр Вячеславович (род. 1946)
469. Токарева, Ирина Евгеньевна (род. 1974)
470. Толстая, Наталия Владимировна (род. 1969)
471. Томсон, Ольга Игоревна (род. 1957)
472. Тотибадзе, Георгий Георгиевич (род. 1967)
473. Трофимов, Дмитрий Александрович (род. 1972)
474. Трофимова, Ирина Вадимовна (род. 1937)
475. Трушникова, Ольга Анатольевна (род. 1963)
476. Тураева, Ирина Владимировна (род. 1949)
477. Тутунджан, Джанна Таджатовна (1931—2011)
478. Тучина, Ольга Борисовна (род. 1958)
479. Усеинов, Рамазан Эннанович (род. 1949)
480. Ухов, Вячеслав Орестович (род. 1946)
481. Файдыш, Татьяна Андреевна (род. 1955)
482. Федоровская, Людмила Борисовна (1955—2024)
483. Федосеенков, Николай Николаевич (род. 19__)
484. Фёдорова, Татьяна Сергеевна (род. 1987)
485. Филатов, Николай Михайлович (род. 1952)
486. Филиппов, Михаил Анатольевич (род. 1954)
487. Фомичёва, Дарья Владимировна (род. 1968)
488. Хабиров, Рашит Султанович (род. 1953)
489. Халафян, Акоп Альбертович (род. 1953)
490. Харитонов, Юрий Иванович (род. 1948)
491. Харлов, Максим Викторович (род. 1974)
492. Харченко, Олег Андреевич (род. 1948)
493. Харшак, Андрей Александрович (род. 1950)
494. Хасьянова, Лейла Самиуловна (род. 1963)
495. Хачатрян, Рудольф Лорисович (1937—2007)
496. Хейкер, Елена Даниэльевна (род. 1954)
497. Ходанов, Владимир Михайлович (род. 1983)
498. Холмогорова, Мария Викторовна (род. 1973)
499. Хоронько, Максим Игоревич (род. 19__)
500. Хрустов, Владимир Павлович (род. 1954)
501. Худякова, Марина Леонидовна (род. 1948)
502. Хушвахтов, Хушбахт Давлятович (1926—2013)
503. Цивин, Владимир Александрович (род. 1949)
504. Цигаль, Сергей Викторович (род. 1949)
505. Чайников, Григорий Леонтьевич (1960—2008)
506. Чарушин, Никита Евгеньевич (1934—2000)
507. Челышев, Анатолий Владимирович (род. 1981)
508. Чернышёва, Екатерина Николаевна (1935—2022)
509. Чернышёва, Елена Дмитриевна (род. 1948)
510. Чечик, Анатолий Зиновьевич (род. 1953)
511. Чибисов, Николай Петрович (род. 1955)
512. Чирков, Владимир Фёдорович (род. 1947)
513. Чувашева, Татьяна Владимировна (род. 1977)
514. Чукуев, Владимир Петрович (род. 1942)
515. Чупров, Борис Владимирович (род. 1951)
516. Чхаидзе, Омар Валерьянович (род. 1944)
517. Шабаев, Матвей Брониславович (род. 1968)
518. Шаньков, Михаил Юрьевич (род. 1962)
519. Шапошникова, Валерия Сергеевна (1960—2020)
520. Шаров, Сергей Александрович (род. 1945)
521. Шаховская, Мария Владимировна (1928—2024)
522. Шебеко, Кирилл Иванович (1920—2004)
523. Шевченко, Павел Онуфриевич (1954—2021)
524. Шервашидзе, Алексей Леонидович (род. 1959)
525. Шипилин, Игорь Николаевич (род. 1961)
526. Шмарин, Дмитрий Александрович (род. 1967)
527. Штейн, Владимир Альбертович (род. 1967)
528. Штольба, Антон Владимирович (род. 1993)
529. Штыхно, Олег Фёдорович (род. 1961)
530. Шумейко, Антон Алексеевич (род. 1980)
531. Щаницына, Екатерина Фёдоровна (род. 1947)
532. Щербаков, Владимир Вячеславович (1935—2008)
533. Щербин, Владимир Николаевич (1930—1996)
534. Щербинина, Светлана Ивановна (1930—2017)
535. Элоян, Сергей Норикович (род. 1958)
536. Юга, Людмила Георгиевна (род. 1948)
537. Юденич, Инга Вадимовна (1936—2015)
538. Юсупова, Айнура Ишенбаевна (род. 1959)
539. Яковлев, Яков Яковлевич (род. 1947)
540. Якушин, Анатолий Борисович (1944—2017)
541. Яушева, Ольга Рустамовна (род. 1968)